# 長谷川ちひろ
長谷川 ちひろ（はせがわ ちひろ、1984年9月23日 - ）は、日本の元AV女優。
エンプレス（ロータスグループ）所属。

## 略歴
ロリ系の人気キカタン（企画単体）女優。長谷川ちひろ名義では、2004年AVデビュー。
オーディションを経て、『レズフィスト・ドラッグ〜少女の夢はいつだってフィストファック〜』（TOHJIRO監督作）に出演し売り上げが1位となり、友田真希とともに第2回 D-1 CLIMAX エロシンデレラを受賞した。
『Mドラッグ』以降、TOHJIRO監督作品にも多く出演し、TOHJIRO・M女軍団の中核を担っていた。
かつては船倉奈美、安田香織といった別名での活動を行ったこともある。
船倉奈美としてはじめたブログ『18歳、奈美の恥じらい女子校日記。』はランキングの某カテゴリで1位になるほどの人気を集め、その後、同名義でアダルトビデオに出演した。
2008年7月25日の撮影会をもって引退。同年7月末でブログも終了した。
趣味・特技はピアノ演奏。

## 作品

### アダルトビデオ

#### 長谷川ちひろ 名義
2004年
- ちょ〜かわいい長谷川ちひろの*ロ●ータパイパンMアナル*（7月1日、ワンズファクトリー）
- ゆかた娘（8月1日、ワンズファクトリー）
- さっくんおススメ!! sex life 08
- 排尿教室（8月19日、V&Rプランニング）
- ゴスロリ×甘ロリ（9月9日、ナチュラルハイ）
- 獣皇11　2匹の犬に雨中で生ハメ中出しされるロリ娘（9月13日、グローリークエスト）
- 天井裏から愛を込めて…。（10月20日、ワープエンタテインメント）
- 超-股間のアングル（11月1日、ワンズファクトリー）
- パジャマっ娘（11月1日、ワンズファクトリー）
- LUSH LITTLE DEVIL（11月27日、オーロラプロジェクト）
- ●恥中出し ロ●ータ狂想曲（12月10日、タカラ映像）

- 長谷川ちひろ 完全版（1月1日、ワンズファクトリー）
- 長谷川ちひろ ロリータ羞恥露出 2（2月16日、LOTUS）
- 女子校生ヒモパン痴漢バス（2月25日、笠倉出版社）
- HIGH SCHOOL FUCK（3月8日、アイデアポケット）
- BRIGHT SIDE（3月25日、オーロラ・プロジェクト）
- DARK SIDE（3月25日、オーロラ・プロジェクト）
- アナルギブアップ 美少女浣腸28連発（4月7日、アイエナジー）
- 名門アナル王国11（4月8日、ワイルドサイド）
- デジタルモザイク アナル生FUCK（4月22日、GLAY'z）
- 癒らし。VOL.3（4月28日、アウダースジャパン）
- Miss.Child Play（5月2日、グローリークエスト）
- 本番の出来る高級脱衣麻雀倶楽部（5月4日、SODクリエイト）
- ボッキンTV VOL.01（5月4日、ディープス）
- 学生ちひろAV初撮り撮影2（5月14日、S）
- 妹たちに犯されたい･･･。（5月15日、ドグマ）
- コスプレ レズ（6月3日、TMA）
- 僕、専用。［Z］05 ちひろ（6月3日、ゴーゴーズ）
- Dolls［愉悦］（6月5日、ドリームチケット）
- 電撃 猫耳っくす 壱號（6月22日、LOTUS）
- 家庭教師でトライ!! 5（6月25日、笠倉出版社）
- 接吻・痴女・ふたなり・密室（7月1日、MOODYZ）
- 近親強姦 妹が可愛いすぎるのでやっちゃいました。（7月13日、隼エージェンシー）
- 女子高生痴女学園 2（7月15日、タカラ映像）
- CHEERS! 8（7月21日、芳友舎）
- 性域なきモザイク改革 聖少女ちひろ(7月22日、桃太郎映像出版）
- ち○こ寸止め観察（7月22日、フリーダム）
- 顔面騎乗（7月22日、フリーダム）
- 脚責め（7月22日、フリーダム）
- 素人痴女（7月22日、うまなみ。）
- 服従イラマチオ 〜美ギャルの喉壁を突立てろ〜（7月29日、タカラ映像）
- 2穴姦（8月1日、ワンズファクトリー）
- レズ奴隷 5 〜溺れゆく女教師〜（8月4日、ディープス）
- S級 素人ギャル千人斬り! vol.2（8月19日、うまなみ。）
- 痴女・エクスプロージョン!（8月20日、スタイルアート）
- 女子校生拉致監禁 VOL.27（8月24日、ゴーゴーズ）
- 喉の奥までチンポをブチ込め!（9月1日、ワンズファクトリー）
- ブルマ中出し（9月2日、タカラ映像）
- 淫魔CINEMA SHOW 6 淫魔学園（9月7日、アタッカーズ）
- 女子校生レイプ リアルレイプ 2（9月10日、紅蜘蛛）
- 発情パフォーマンス（9月13日、隼エージェンシー）
- ロリロリ中出し2（9月13日、隼エージェンシー）
- P.C.Sport 66（9月15日、ワールドユニティ）
- うまなみプレゼンツ8 S級 素人ギャル千人斬り! 4時間（9月23日、ケイ・エム・プロデュース）うまなみ。作品『S級素人ギャル千人斬り! vol.2』のセルDVD化作品
- ももねこティーンズ（10月13日、ワールドユニティ）
- 女子校生 監禁ハーレム（10月19日、ドグマ）
- パイパン大運動会EX（11月7日、カルマ）
- 行列の出来るロリータ肉便器(11月13日、マルクス兄弟）
- FACE 89（11月18日、アウダースジャパン）
- 裏FACE 催眠［赤］XVII 〜身体操作SP〜（11月18日、アウダースジャパン）
- Sweetie's Hotel 07（12月8日、ゴーゴーズ）
- ロリシリーズ 22 少女愛好家 ちひろちゃん 1●才（12月10日、ガッツ）
- 僕だけのメイド（12月14日、 エイチ・エス映像）
- レズビアンズ（12月15日、ドグマ）
- 美少女ちひろ（12月20日、グローリークエスト）
- 催眠[赤]DX〜セックストランス編〜（12月23日、アウダースジャパン）
- 催眠[赤]DX〜ｍｃ編〜（12月23日、アウダースジャパン）
- 催眠[赤]DX〜VS編〜（12月23日、アウダースジャパン）
- 催眠[赤]DX〜スーパーコンプリート編〜（12月23日、アウダースジャパン）
- Sex Life（12月28日、実録出版）

- 放送できないワイドショー番組vol．2 ウィークエンドオーティス!（1月4日、オーティス）
- 蛇縛のレズリンチ 2（1月8日、アタッカーズ）
- Marionette Lady #06(1月13日、ウエストメディア）
- HARD style 3（1月19日、スタイルアート）
- ロリはめ（1月20日、I.B.WORKS）
- 凹女凹 2（1月22日、コレクター）
- 中出しマニア 4（1月25日、中出し娘）
- 顔騎少女（1月30日、実録出版）
- 催眠バラエティー 催眠術を手に入れた!!〜Hなコトも思いのままにやりたい放題!させたい放題!〜（2月4日、SODクリエイト）
- Sperm 【中出しされたい妹たち】（2月13日、グローリークエスト）
- Mドラッグ 女体肉便器・連続強制フェラ・生中出し。(2月15日、 ドグマ）
- 艶汁娘 EPISODE:06 扉の向こうの私（2月19日、エムズビデオグループ）
- サイド・ビー妄想シアターヨゴレと美少女のSEX（2月25日、サイド・ビー製作室）
- ロリM女教師 私、飼われてます。（2006年3月3日、GLAY'ｚ）
- ふたなりズム2（3月19日、ドグマ）
- 僕の童貞を奪ったのは妹のドスケベなオ○ンコだった…。（4月6日、アキノリ）
- 放課後SCHOOL-GIRL（4月7日、プレミアム）
- KARMAファン感謝祭 ロリロリバスツアー（4月13日、カルマ）
- SEX-GRAPHY(4月14日、ゴーゴーズ）
- ドリーム学園10（5月1日、MOODYZ）※AV OPEN 2006エントリー作品
- 痴女区の区役所の痴女○○課（5月1日、V&Rプロダクツ）※AV OPEN 2006 チャレンジステージエントリー作品
- 女子高生痴女学園3（5月4日、タカラ映像）
- ヌキどころ一気に見せます!パイパン大運動会総集編+未公開オフショット（5月13日、カルマ）
- 素人激エロシリーズ エロっ娘（5月18日、シャッフル）
- 手コキエンジェル 〜手コキされまくった恥ずかしい僕の人生〜（5月18日、SODクリエイト）
- アナルトランスDX（5月19日、ドグマ）
- AV女優の部屋 今時素人AV女優たちの自宅のお部屋に潜入!!（6月19日、スタイルアート）
- 痴女キャバクラ（6月20日、イマージュ）
- VIP乱交娘。〜クラブハーレム〜（7月7日、プレミアム）
- 女子校生れず先輩と私 74（7月14日、U&K）
- 5.5周年記念作品 NO.1美女軍団 女子校生 中出し50連発（7月14日、アイエナジー）
- ナンパ強姦 ナンパされて無理やり犯された7人のギャル（8月10日、隼エージェンシー）
- バーチャル妄想劇場 妹萌え日記（8月13日、マルクス兄弟）
- 人気AV女優を泥酔させてマジでやりたい変態SEXをさせる（8月15日、アレックス）
- SOD的性教育番組（8月17日、SODクリエイト）
- 集団メイドカフェジャック（8月19日、ドグマ）
- ドリーム学園10 6時間1980円 完全版（9月1日、MOODYZ）
- 史上最強の妹（9月7日、アタッカーズ）
- 飲尿中出しゴックンWメイド（9月19日、エムズビデオグループ）
- レズフィスト・ドラッグ〜少女の夢はいつだってフィストファック〜（9月19日、D1(ドグマ））
- ふたなりレズ 4（9月25日、イマージュ）
- 爆弾リンチ NON STOP アイドル潰し（10月5日、アイエナジー）
- 監禁凌辱少女（10月7日、プレミアム）
- KARMA2周年特別企画 どっちがエロいんでSHOW!（10月13日、カルマ）
- MOODYZ BEST HIT 12時間 ￥2980 完全撮り下ろし5タイトル（10月13日、MOODYZ）
- 粘着系レズローション（10月19日、プラウド）
- 痴女サミット 2（11月4日、アキノリ）
- 顔騎放尿（11月12日、フリーダム）
- アナルを犯される男達（11月12日、フリーダム）
- 脚責め（11月12日、フリーダム）
- 地上波では絶対見れないアダルトビデオバラエティ Kさま!!（11月13日、カルマ）
- 美少女残虐フィルム vol.8 女子校生幼淫屈辱最終絶頂（12月7日、Pinky AWABI）
- レズサミット 2（12月7日、アキノリ）
- 痴立 ハーレムメイドスクール（12月15日、ジェイモデル）
- ロリスペレズ（12月19日、ドグマ）
- モロ出し水中運動会 3（12月20日、イマージュ）
- 妄想凌辱エレベーター（12月25日、激弾カーニバル）オムニバス作品

- おしりいじめ 2 アナルノーモザイク（1月13日、カルマ）
- THE KING GAME 2（1月20日、アレックス）
- 憧れの生 黒タイツ スペシャル!! 2（1月25日、TMクリエイト）オムニバス作品
- 近親レイプ4時間（2月10日、隼エージェンシー）
- 女子校生れずびあん vol.1（2月19日、BRAVO）
- 縄・M女優 コレクション Vol.6（2月19日、ドグマ）
- 禁断附属女学園 2（3月8日、アウダースジャパン）
- DOKIレズ 8（3月8日、アウダースジャパン）
- 僕と長谷川ちひろとニューハーフ 女同士の嫉妬?密室劇場、世にも奇妙な三角関係。（3月13日、カルマ）
- エロ召使い ちひろ（3月13日、BRAVO）
- 長谷川ちひろファン感謝DAY（3月19日、ドグマ）
- 僕の部屋にエロエロギャルがやって来た 2（3月22日、アキノリ）
- 淫乱ナース+中出し乱交（4月5日、タカラ映像）
- GOKAN CLUB（4月7日、アタッカーズ）
- 近親相姦3（5月19日、ドグマ）
- ふたなりレズビアン3 淫乱マンコを持つ少年と、極太チンポを持つ少女。（5月19日、ドグマ）
- お尻倶楽部VIDEO VOL.3（5月25日、三和出版）
- 「ロリはめコレクション40人・8時間」（6月8日・I.B.WORKS）
- 縄・7人のM女（6月19日、ドグマ）
- オナニー中毒少女（7月19日、ドグマ）
- となりの美人妻 第2章 5人の美人妻たち（8月11日、隼エージェンシー）
- 女教師レイプ III（8月11日、隼エージェンシー）
- こだわりの手コキ 4時間SP 5 30人のハンドメイド(8月11日、隼エージェンシー）
- 犯られた人妻たち 8 中出しされる5人の人妻(8月17日、Nadeshiko）
- 艶女と女子校生のレズ交尾（8月19日、スタイルアート）
- フェラマニア Vol.3（8月19日、BRAVO）
- 驚愕!人気AV女優たちの泥酔セックス（8月20日、アレックス）
- 美汗レズ接吻（8月25日 アロマ企画）
- オナニスト ［第十八章］（9月8日、隼エージェンシー）
- 性感ch 性感マッサージを受ける女優たち（9月19日 BRAVO）
- M字開脚スペシャル!!（9月25日、TMクリエイト）
- COSTUME PLAY LESBIAN（11月7日、麒麟堂）
- ジュニアアイドルめがね図鑑（11月13日 マルクス兄弟）
- ディルドで遊ぶ女優たち（11月19日 BRAVO）
- ペニスバンドでご奉仕 痴女メイド（11月23日 T&M）
- 恥辱の保健室 女子校生虐め（11月25日 ZONE）
- kira☆kira SPECIAL DANCINGGALS★集団乱交（11月25日 kira☆kira）
- フェラグランプリ2008（12月1日 隼エージェンシー）他多数出演 ※AVグランプリ2008 マニアステージ エントリー作品

2008年
- 美脚倶楽部 7（2月14日、麒麟堂）
- kira☆kira HIGH SCHOOL GALS Vol.1（2月25日 kira☆kira）
- MARIONETTE LADY #06（3月21日 Beck's Media）
- 徹底汚辱!唾液と胃液と潮とゲロ 壮絶!強制ゲロマチオ学園（4月13日、MOODYZ）]

2009年
- ヒカリとヤミ 〜淫らで歪んだ姉妹愛の行方〜（1月1日、カルマ）

#### 船倉奈美 名義
- 国○院久我山（制服.com）
- R○KERU（ラ○ル）（制服.com）
- 放課後の強制凌辱〜ピアニカと縦笛〜 (natuko.miracle）